# Darina Al Joundi
Pour l’article homonyme, voir Ahmed Joundi.
Darina Al Joundi, en arabe : دارينا الجندي, est une comédienne de théâtre et de cinéma syro-libanaise, née le 25 février 1968 à Beyrouth. Elle est également auteure, notamment de scénarios et de concepts télévisés.

## Biographie
Issue d'une famille d'intellectuels, elle commence à jouer dès l’âge de huit ans et depuis elle ne cesse de passer devant et derrière la caméra. Elle est la fille de l'écrivain et homme politique syrien Hassem Al Joundi, à qui elle a dédié son premier texte, Le jour où Nina Simone a cessé de chanter.
Elle a, entre autres, été actrice dans Beyrouth Fantôme de Ghassan Salhab, Un homme perdu de Danielle Arbid, La Porte du soleil du réalisateur égyptien Yousry Nasrallah.
Elle a beaucoup travaillé dans tout le monde arabe.
En France, elle se fait connaître par le biais de la pièce autobiographique et monodramatique qu'elle a écrite, avec la complicité de Mohamed Kacimi, Le jour où Nina Simone a cessé de chanter. La pièce, saluée en 2007 lors de sa création au Festival d’Avignon, sera interprétée par Darina Al Joundi elle-même près de 500 fois, en France et à l’étranger, dans une mise en scène de Alain Timár. Le texte sort également sous une version romanesque chez Actes Sud en 2008.
Juillet 2012 voit la création à Avignon de son nouveau spectacle Ma Marseillaise, nouveau monologue dont elle est l'auteur et la comédienne. La pièce est à nouveau mise en scène par Alain Timár. Ce nouveau texte poursuit la route du premier en conservant le personnage de Noun déjà présent dans Le jour où Nina Simone a cessé de chanter là où la pièce l'avait laissé. Noun, arrivée à Paris, demande bientôt la naturalisation. L'occasion pour l'auteur d'aborder de nouveau des thématiques qui lui sont chères : liberté, laïcité et féminisme, mais aussi le rapport à l'altérité. Ayant elle-même vu sa demande de naturalisation refusée début 2012, elle dépose un recours à la suite de ce spectacle et reçoit son passeport français fin 2012.
En septembre 2012, elle est invitée par la ministre Najat Vallaud-Belkacem pour inaugurer la série de conférences Unique en son genre au Ministère des Droits des femmes, afin de témoigner de son engagement et de son expérience.
En 2017, elle publie Prisonnière du Levant aux éditions Grasset, où elle raconte la vie de May Ziadé.
En 2023, elle prête sa voix pour lire en livre audio la traduction française du grand roman féministe inspiré de faits réels de la psychiatre égyptienne Nawal El Saadawi Ferdaous, une voix en enfer au sein de « La Bibliothèque des voix ».

## Filmographie

### Cinéma

#### Longs métrages
- 1994 : Histoire d'un retour (Ana el awan) de Jean-Claude Codsi : Raya
- 1998 : Beyrouth fantôme (Ashbah Beyrouth) de Ghassan Salhab : la petit amie
- 2004 : La Porte du soleil (Bab el shams) de Yousry Nasrallah : la femme fantôme
- 2007 : Un homme perdu de Danielle Arbid : Najla Saleh
- 2008 : Hé ! N'oublie pas le cumin d'Hala Alabdalla : elle-même
- 2015 : Peur de rien de Danielle Arbid : Mounira, la tante de Lina
- 2018 : 
  - Première Année de Thomas Lilti : Martine, mère de Benjamin
  - Balash Tebusni d'Ahmed Amer : l'animatrice du programme
  - Wardi (The Tower) de Mats Grorud : Lina
  - Ma fille de Naidra Ayadi : Latifa
  - Slam de Partho Sen-Gupta : Rana Nasser
- 2019 : Sœurs d'armes de Caroline Fourest : la mère de Zara
- 2020 : 
  - Sous le ciel d'Alice de Chloé Mazlo : Rima
  - L'Homme qui a vendu sa peau de Kaouther Ben Hania : la mère de Sam
  - Limbo de Ben Sharrock : voix de la mère d'Omar
- 2021 : 
  - Ce qui reste d'Anne Zohra Berrached : Suleima
  - Notre fleuve... notre ciel (Our River... Our Sky) de Maysoon Pachachi : Sara
- 2022 : 
  - Dirty, Difficult, Dangerous de Wissam Charaf : Leila
  - Athena de Romain Gavras : la mère
  - Nezouh de Soudade Kaadan : la femme en noir

#### Courts métrages
- 2005 : Hizz ya wizz de Wissam Charaf
- 2013 : The Lost Voice (De verloren Stem) de Bavi Yassin : Salma
- 2018 : 
  - Only Silence de Katia Jarjoura : la mère de Neda
  - En orbite de Rony Khoubieh
- 2019 :
  - Manifesto d'Abdenoure Ziane : Khalida
  - Asmahan la diva de Chloé Mazlo : voix d'Asmahan
  - Ya'Aburnee de Riffy Ahmed : Zara Hadid
- 2024 : 
  - Oceania de Valentin Noujaïm
  - Far from It de Mario Ghabali : Wared
- 2025 : Casa Susanna de Pauline Bernard-Vernay : Maria

### Télévision

#### Séries télévisées
- 1994 : Mosaic de Haitham Haqqi, , épisodes 6 et 9 (mini-série)
- 1997 : 
  - Al Amout al kadem ila al sharq, épisode 1
  - Al-Awsaj : Shams
- 2009 : Reporters, saison 2, épisode 6 : Mouna Haddad
- 2011 : Interpol, saison 2, épisode 5 Samia : Mekki
- 2015 : 
  - Wojooh wa amaken
  - Homeland, saison 5, épisode 4 Why is this Night Different ? : Madame Youssef
- 2016 : Tyrant, saison 3, épisode 5 A Rock and a Hard Place : la première femme libérale
- 2018 : The Romanoffs de Matthew Weiner, épisode 1 The Violet Hour : la mère d'Hajar, Raha Azim
- 2019-2020 : The Dean
- 2020 : The Sculptor
- 2022 : Betloo el rooh
- 2023 : Smile, General (Ebtasem ayoha al general)
- 2024 : 
  - Kabul de Kasia Adamik et Olga Chajdas (mini-série)
  - The New Look de Todd A. Kessler : Madame Delaaye

## Publications

### Textes dramatiques
- Le jour où Nina Simone a cessé de chanter, avec Mohamed Kacimi, Arles, Actes Sud, coll. « Babel », 2010, 160 p.  (ISBN 9782742793105)
  - Le jour où Nina Simone a cessé de chanter (seconde édition), avec la complicité de Mohamed Kacimi, Paris, L'avant-scène théâtre, coll. « Collection des quatre-vents », 2013, 64 p.  (ISBN 9782749812403)
- Ma Marseillaise, Paris, L'avant-scène théâtre, coll. « Collection des quatre-vents », 2013, 76 p.  (ISBN 9782749812380)

### Biographie
- Prisonnière du Levant : La vie méconnue de May Ziadé, Paris, Grasset, coll. « Nos héroïnes », 2017, 144 p.  (ISBN 9782246784944)

### Lecture en livre audio
- Nawal El Saadawi, Ferdaous, une voix en enfer, lu par Darina Al Joundi, traduction de l'arabe (Égypte) par Assia Djebar et Essia Trabelsi, des femmes-Antoinette Fouque, « La Bibliothèque des voix », Paris, 2023, 3h22.  (EAN 3328140025279 et 3328140025286)